# Tornbaggar
Tornbaggar (Mordellidae) är en familj i insektsordningen skalbaggar. Familjen innehåller minst 1 500 arter, ofta uppskattas det till närmare 2 000 över hela världen. I Sverige förekommer 25 arter.

## Kännetecken
Tornbaggarna har ett karakteristiskt utseende, huvudet är proportionellt sett stort och bakkroppen är utdragen i en spets som sticker ut bakom täckvingarna. Sett från ovan har de en kroppsform som närmast påminner om en spetsig oval. I profil ger de ett något puckelryggigt intryck. Kroppslängden varierar från 1,5 till 15 millimeter, men många är mellan 3 och 8 millimeter. De flesta tornbaggar är mörka i färgen, oftast mörkt bruna eller svarta. På täckvingarna kan ljusare tvärränder eller fläckar förekomma. Antennerna är förhållandevis korta och fasettögonen små. Benen är ganska långa. Om en tornbagge skräms kan den hoppa med de kraftiga bakbenen.

## Levnadssätt
Som andra skalbaggar har tornbaggar fullständig förvandling och genomgår utvecklingsstadierna ägg, larv, puppa och imago. De fullbildade insekterna ser man ofta på blommor, särskilt på flockblommiga växter och korgblommiga växter. Om de blir orande kan de låta sig falla ner på marken. Denna vana är orsaken till att de kallas "tumbling flower beetles" på engelska. Larverna är vedlevande eller minerar i stänglar av olika örtartade växter.